# Dimona (RSZ)
Dimona, de afkorting van Déclaration Immédiate/ Onmiddellijke aangifte, is een Belgische elektronische dienst voor de onmiddellijke aangifte van tewerkstelling, die sinds 1999 actief is. In het begin was iedere werkgever in fraudegevoelige sectoren als het uitzendwerk, de transportsector en de bouwsector verplicht iedere aanwerving en iedere uitdiensttreding van een werknemer te melden aan de Rijksdienst Sociale Zekerheid (RSZ) via deze elektronische dienst. Dit moet aangegeven worden voor aanvang van het werk, indien de aangifte te laat of niet gebeurt is er sprake van zwartwerk. In 2003 werd het systeem veralgemeend tot alle sectoren.